# Boris Le Roy
Boris Le Roy, né en 1972 à Fontenay-sous-Bois, est un écrivain, scénariste et acteur français.

## Biographie
Boris Le Roy a étudié la réalisation et le scénario à l'université de Valenciennes. Il intègre ensuite l'École de la Comédie de Saint-Étienne. En 2008, il développe au sein de La Fémis son premier long-métrage Utopia, finaliste du Grand Prix du Meilleur Scénariste.
Son premier roman Au moindre geste est publié en 2012 chez Actes Sud. Son deuxième opus paraît en août 2014, Du sexe, roman sur la place de l’homme, de la femme et du désir dans une société post-libérale influencée par les études de genre. Après avoir vécu plusieurs mois au Nigéria, il écrit L'Éducation occidentale, publié en janvier 2019. En août 2021, chez Julliard sort Celle qui se métamorphose, une fantaisie littéraire qui interroge la réinvention de soi dans la relation à l’autre.

### Scénariste
Il a travaillé pour des producteurs comme ADR Productions, Auteurs Associés, Millimages, Mondo TV, LM Les Films.
En 2018, il est lauréat (avec David Crozier) du Fonds SACD Création Séries France Europe  avec le soutien d'Arte.

## Accueil critique
Pour Florence Bouchy, Le Monde des livres, « Du sexe constate l'écart entre les discours sur le sexe et la réalité de l'expérience. Sans invalider le pouvoir subversif et la force politique des discours, mais en reconnaissant, bon gré, mal gré, que les pulsions et les passions résistent souvent plus au changement que les esprits. » Pour Juliette Serfati, Gala, «Un roman drôle et intelligent, de notre époque, hystérique et absurde, qui ne cesse de questionner le désir, de brouiller les pistes, le sexe est politique et inversement. » Paris Match : « Une prose incisive, concise et faussement détachée.» Pour Jacques Drillon, Le Nouvel Observateur, « Par où l'on voit qu'il s'agit d'un roman moderne, tour à tour léger et dense, théorique et brillant. » MyBoox : « Un des romans les plus surprenants de cette rentrée littéraire. » Pour Yaël Hirsch dans Toute la culture, « Du sexe explore les limites d’une civilisation qui repose sur le relativisme de toutes les valeurs. Boris Le Roy fait du Houellebecq, mais avec son style et sa plume, et nous offre une vision du monde qui va puiser à la fois dans l’après Wilhelm Reich et l’après Marx. »
À propos de L'Éducation occidentale, Marc Weitzmann, France culture, « Signes des temps » : « Comment donner forme ? Comment faire sens de ce qui se passe quand on ne sait plus ce qui se passe ? [...] Boris Le Roy leur apporte l'une des réponses les plus intéressantes qu'on ait vue depuis longtemps.» Dans Le Nouveau Magazine Littéraire, «Ses descriptions de cadavres font songer aux toiles de Bacon, tandis que sa technique narrative, virtuose, emprunte à Don DeLillo.» Pour Gladys Marivat, Le Monde des livres, « Personne n’est innocent dans ce roman qui dépeint avec lucidité l’impuissance à saisir la réalité de l’autre. Captivant.» Pour Amélie Blaunstein Niddam, de Toute la Culture, « Un livre à l’écriture folle pour une histoire tout aussi folle. Pourtant rien de fou ici, juste la vérité vraie, tellement dure à dire et à affronter. ». Pour Agnès Freschel, Zibeline, « Haletant, sidérant, comme un polar au systématisme narratif déroutant, mais qui ose plonger aux racines intimes et politiques du mal.» Pour François Xavier, Salon Littéraire, « Roman de la mondialisation, ce livre magnétique fait froid dans le dos.» Pour Anne Lise Remacle, Focus Vif, « Il s'agit alors, pour le lecteur, de s'arrimer aux virgules suspendues comme des respirations.» Pour Hubert Prolongeau « L’Éducation occidentale relit avec lucidité et intelligence la logique terroriste qui gangrène aussi bien les lointains africains que les rues de nos villes. »
Pour La Fringale Culturelle, Celle qui se métamorphose est « une expérience littéraire fantaisiste bienvenue. » Dans Les Inrockuptibles, selon Yann Perreau, « drôle, féérique, cette fable surréaliste, quatrième roman de Boris Le Roy, est aussi un véritable page-turner [...] un tourbillon dont la chute est aussi sidérante que l’est le début du roman. » . Dans Toute La Culture, pour Yaël Hirsch, « dans une langue à la fois très transparente, un brin poétique et délicieusement mordante [...] Boris Le Roy aborde merveilleusement à la fois l’intimité la plus douce et les pensées les plus analytiques. »

## Publications

### Romans
- Au moindre geste, 2012,  (ISBN 978-2-330-00584-9), Actes Sud
- Du sexe, 2014,  (ISBN 978-2-330-03597-6), Actes Sud
- L'Éducation occidentale, 2019,  (ISBN 978-2-330-11766-5), Actes Sud
- Celle qui se métamorphose, 2021  (ISBN 978-2-260-05484-9), Julliard - Finaliste du Prix Maison Rouge 2021

### Jeunesse
- Quand j’étais petit je voterai, 2007,  (ISBN 978-2-7427-6729-8), Actes Sud Junior
- À l’ombre des pirates, 2009,  (ISBN 978-2-7427-7973-4), Actes Sud Junior
- Ma première fois, 2010,  (ISBN 978-2-7427-8717-3), Actes Sud Junior

### Théâtre
- Ma secrétaire, 2005, produite par le Théâtre National de Nice
- Quand j'étais petit je voterai, 2016, adaptation au théâtre par Émilie Capliez à la Comédie de Saint-Étienne.

## Théâtre
Il s'est produit dans différents théâtres : Théâtre National de Nice, Maison des Métallos, Monfort-Théâtre, Théâtre de La Criée.

## Filmographie

### Cinéma
- Choses secrètes, 2002, un film de Jean-Claude Brisseau
- Play Back[14], court métrage de Richard Bean, Festival International du Film de Cannes 2002[15]
  - Talents Cannes 2002[16].